# 菅沼満成
菅沼 満成（すがぬま みつなり、生年不明 - 没年不明）は、室町時代の三河国の人物。長篠菅沼家初代当主。

## 生涯
菅沼定直の次男として生まれる。母は不明。兄には菅沼定成がいる。菅沼満成についてはあまり伝わっていないが、子には菅沼元成がいるという。妻はわかっていない。

## 系譜
父：菅沼定直
母：不明
兄：菅沼定成
妻：不明
　　男子：菅沼元成